# زلزال سالونيك (1978)
زلزال سالونيك الكبير (باليونانية: Μεγάλος Σεισμός της Θεσσαλονίκης)‏ هو زلزال وقع يوم 20 حزيران 1978 م في الساعة 22:03 بالتوقيت المحلي. ووصلت درجة العزم للزلزال 6.6.
تاثير الزلزال وصل إلى جميع أنحاء شمال اليونان، ويوغوسلافيا، وبلغاريا. كان الزلزال أكبر زلزال في المنطقة منذ عام 1932 م.